# سوسن كمال
سوسن محمد عبد الرحيم كمال سياسية وطبيبة استشارات نفسية بحرينية. عضوة في مجلس النواب من 12 ديسمبر 2018 عن الدائرة الثانية في محافظة العاصمة.

## التعليم
حصلت بكالوريوس العلوم الطبية الأساسية من جامعة الخليج العربي في عام 1994. حصلت على بكالوريوس الطب والجراحة مع مرتبة الشرف في عام 1995. حصلت على شهادة المجلس العربي في اختصاص الطب النفسي من دمشق بسوريا في عام 2003.

## المسيرة المهنية
عملت في وظيفة استشارية طبيبة نفسية في وزارة الصحة في البحرين من 1997 إلى 2017. ثم أسست وتولت إدارة شركة الدكتورة سوسن كمال للاستشارات وتطوير منذ فبراير 2017. حصلت على عضوية الجمعية الأهلية لدعم التعليم والتدريب في البحرين في أبريل 2017. حصلت على شهادة سفراء السلام الدولية من الأكاديمية الدولية لسفراء السلام في عمان في الأردن في ديسمبر 2017. حصلت على عضوية لجنة الصحة في غرفة تجارة وصناعة البحرين في يونيو 2018.

## مجلس النواب
قررت دخول المعترك السياسي من خلال الترشح لعضوية مجلس النواب عن الدائرة الثانية في محافظة العاصمة. في الجولة الأولى التي أقيمت في 24 نوفمبر 2018 حصلت على 1585 صوت بنسبة 48.25% مما استوجب إقامة جولة ثانية في 1 ديسمبر حيث استطاعت التغلب على منافسها فيصل بن رجب بحصولها على 1894 صوت بنسبة 70.62%.